# کیوشی اوکوما
کیوشی اوکوما (انگلیسی: Kiyoshi Okuma؛ زادهٔ ۲۱ ژوئن ۱۹۶۴) بازیکن فوتبال اهل ژاپن است.
از باشگاه‌هایی که در آن بازی کرده‌است می‌توان به باشگاه فوتبال توکیو اشاره کرد.